# Corydalis subjenisseensis
Corydalis subjenisseensis är en vallmoväxtart som beskrevs av E.M.Antipova. Corydalis subjenisseensis ingår i släktet nunneörter, och familjen vallmoväxter. Inga underarter finns listade i Catalogue of Life.